# Aprostocetus aurantiacus
Aprostocetus aurantiacus är en stekelart som först beskrevs av Julius Theodor Christian Ratzeburg 1852.  Aprostocetus aurantiacus ingår i släktet Aprostocetus och familjen finglanssteklar. Arten är reproducerande i Sverige. Inga underarter finns listade i Catalogue of Life.